# Bagatelka (województwo wielkopolskie)
Bagatelka – wieś w Polsce, w województwie wielkopolskim, w powiecie wrzesińskim, w gminie Miłosław.
Do 2023 miejscowość była częścią wsi Bugaj.
W latach 1975–1998 Bagatelka administracyjnie należała do województwa poznańskiego.
Zabudowa Bagatelki jednolita – głównie modernistycznymi, piętrowymi domami jednorodzinnymi.
W centrum znajduje się pomnik z 1988 w formie głazu umiejscowionego na granitowych płytach, z tablicą o treści: W osadzie Bagatelka żyli i pracowali patrioci nadleśniczowie: Filip Skoraczewski – ranny w Bitwie pod Ignacewem w 1863 roku, Władysław Wiewiórowski – poległ w Powstaniu wielkopolskim w 1919 roku nad Notecią, Władysław Żyźniewski – poległ nad Bzurą w 1939 roku. Cześć ich pamięci!. Obok stoi dawna leśniczówka Bagatelka z 1849, zaprojektowana prawdopodobnie przez Seweryna Mielżyńskiego.